# Дорки (Московская область)
До́рки — деревня в Ступинском районе Московской области в составе Леонтьевского сельского поселения (до 2006 года входила в Леонтьевский сельский округ). В деревне на 2015 год 1 улица — Заречная и садовое товарищество. Название деревни происходит от слова «дор» — участок, на котором вырублен лес.

## Население
| 2002 | 2006 | 2010 |
| ---- | ---- | ---- |
| 13   | ↘1   | ↗22  |

Дорки расположены в восточной части района, на правом берегу реки Коломенка, высота центра деревни над уровнем моря — 167 м. Ближайшие населённые пункты: Леонтьево — около 0,4 км на юго-восток, Владимирово и Ляхово — примерно в 1,2 км на юг.